# Gorges del Verdon
Les Gorges del Verdon (en francès Gorges du Verdon) formen un congost excavat pel riu Verdon que separa els Prealps de Castelana i Dinha, a França.

## Geografia

### Situació, topografia
El Verdon neix prop del Coll d'Alòs, al massís dels Tres Evêchés (2 819 m). Conflueix amb el riu Durance prop de Vinon després d'haver recorregut prop de 175 quilòmetres.
Una part del seu recorregut entre Castelana i el pont del Galetas transcorre pel llac artificial de Sainte-Croix, abans la gran plana de la Saleta. Amb la construcció de l'embassament l'any 1973 es va abandonar l'antic poble de Saleta i es va construir un tros més amunt.
Les Gorges del Verdon fan de frontera natural entre els departaments del Var al sud i els Alps de l'Alta Provença al nord, tots a la regió de Provença-Alps-Costa Blava.
Aquesta regió, entra Castellana i el llac de Sainte-Croix, s'anomena les Gorges del Verdon. Es divideix en tres parts diferents:
- Les pre-gorges, que van de Castellana a Pont-de-Soleils (municipi de Castellana);
- les gorges que van de Pont-de-Soleils (municipi de Castellana) al l'Imbut (municipi de La Palú) ;
- el congost que va de l'Imbut (municipi de La Palú) al pont del Galetas (comuna de Mostier de Santa Maria).

Les Gorges del Verdon són estretes i profundes: tenen entre 250 i 700 metres de profunditat, de 6 a 100 metres d'amplària, i desnivells d'entre 200 a 1 500 metres d'un vessant a l'altre.

### Geologia
Durant el període Juràssic la Provença encara estava submergida, però en aquest cas amb un mar d'aigua calenta i poc profunda que va permetre la proliferació del coralls.
Al Cretaci la Baixa Provença va elevar-se i el mar va retirar-se cap l'actual espai dels Alps.
L'era Terciària va veure aparèixer els Alps. Va ser durant aquesta època que el Verdon va traçar el seu recorregut.

### Flora
El relleu particular de les Gorges ha creat un ecosistema especial on viuen espècies rares :
- una falguera, l'Asplenium jahandiezii, descoberta a les Gorges l'any 1911;[1]
- una campanulàcia rara, la Phyteuma villarsii.

## Història
La vall del Verdon va ser habitada pel poble gal dels Vergunnes.
Les Gorges del Verdon no van cridar l'atenció dels viatgers fins a èpoques tardanes. Les primeres descripcions impreses daten dels segles xviii i xix, però n'hi ha molt poques (una de l'any 1782 i una altra de l'any 1804). Durant el romanticisme només es descriuen com a lloc de pas de transport amb mules. Les Gorges no van esdevenir conegudes fins a la descripció que en va fer Élisée Reclús l'any 1879, i la difusió de les guies turístiques de la Belle Époque.
Les Gorges van ser cartografiades en els mapes de Cassini (dècada de 1770).
La primera expedició a través del congost del Verdon va ser dirigida per Martel. El turisme es desenvolupa lentament durant els anys 1880-1900: la carretera era dolenta i perillosa, les infraestructures (hotels, restaurants, carreteres, senders) escassos i poc confortables. A més, el principal mitjà de transport de l'època, el ferrocarril, s'aturava a Sant Andrieu, la qual cosa obligava a llogar cotxes per anar veure les goles
Durant la dècada de 1890 (i fins als anys 1920) es tiren endavant projectes de navegació pel congost. La primera sortida data de 1906: el Touring club de França (TCF) traça un sender que permet baixar a les Gorges. El primer auge turístic de les Gorges es dona a finals dels anys 1920 i dels anys 1930 gràcies a l'aposta del TCF (campanya de premsa, viatges de descoberta, reportatge difós al cinema, visita de periodistes britànics... A part, entre 1929 i 1930 es millora la carretera, es construeixen miradors, es convida a les companyies de transport local a augmentar l'oferta, es creen nous senders, i finalment es crea el refugi de Malines l'any 1936. Aquestes mesures van aconseguir atreure milers de turistes cada any
El lloc ha esdevingut un lloc natural protegit des del 7 de maig de 1990.

### Els embassaments hidroelèctrics

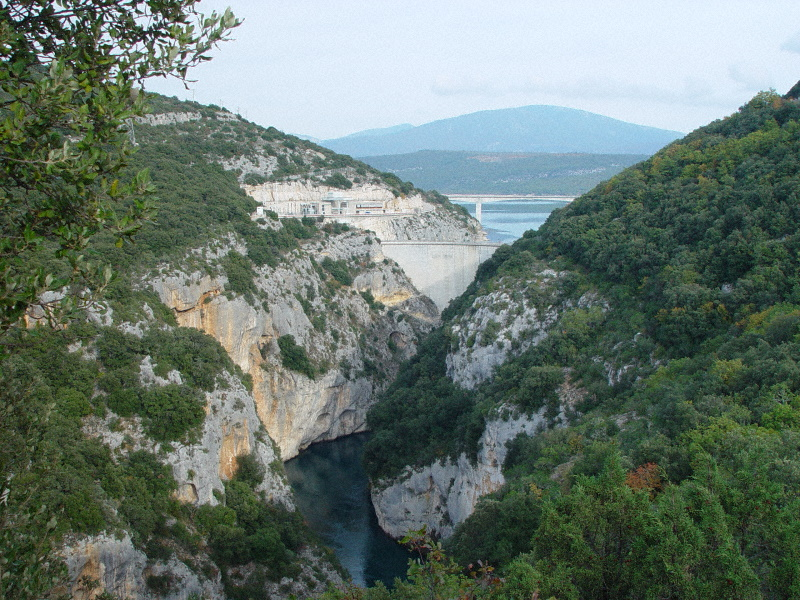
L'embassament de Sainte-Croix vist des de les Gorges de Baudinard

Entre 1929 i 1975 es van construir cinc embassaments sobre el curs del Verdon, entre Sant Andrieu i Grèus:
- Llac de Castillon i embassament del poble del mateix nom;
- Embassament de Chaudanne;
- Llac de Sainte-Croix amb embassament del poble de Saleta, del pont romà d'Aiguina, del pont de Garuby i de la Fontaine el Bisbe a Bauduen. És un dels llacs artificials més grans de França;
- Embassament de Quinson
- Llac d'Esparron, de color verd com el Verdon, contràriament al llac de Sainte-Croix on domina el color blau.

Cronologia:
- 1929: començament dels treballs de l'embassament de Castillon
- 1932: interrupció dels treballs
- 1936: incendi que deteriora les estructures
- 1948: fi dels treballs de l'embassament de Castillon
- 1951: fi dels treballs de l'embassament de Chaudanne
- 1967: fi dels treballs de l'embassament de Grèus
- 1973: emplenament de l'embassament de Sainte-Croix
- 1973: reconstrucció del poble de Saleta
- 1974: posada en marxa de la fàbrica elèctrica de Sainte-Croix
- 1975: emplenament de l'embassament de Quinson

## Punts rellevants

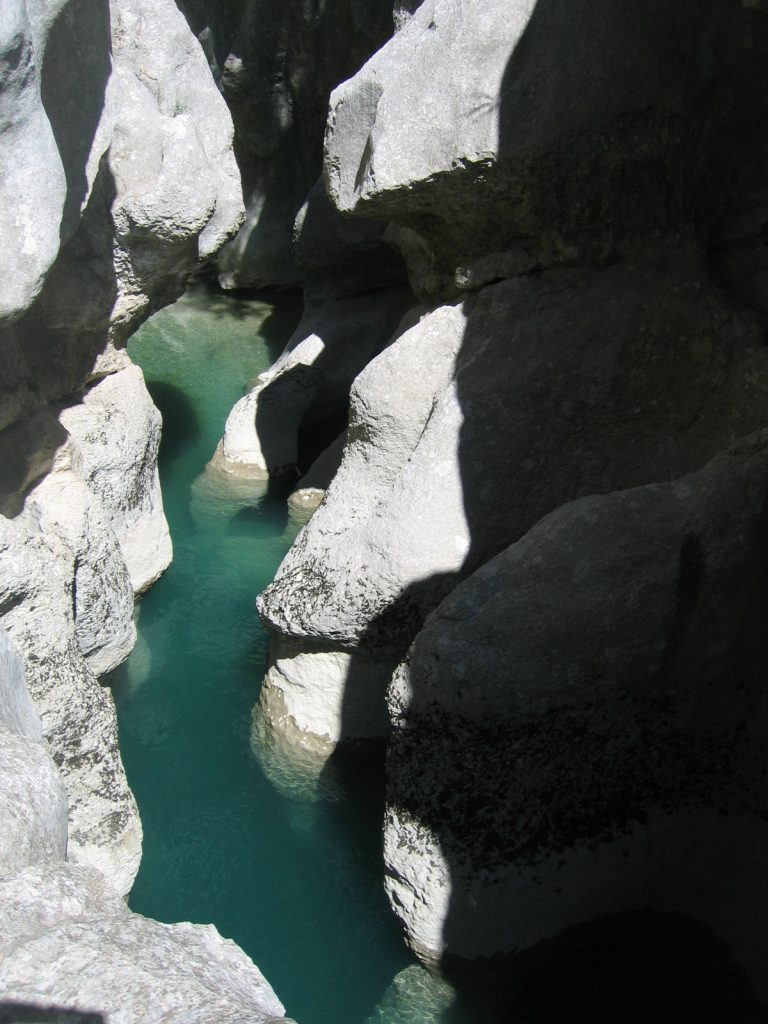
L'estix del Verdon.

L'Estix del Verdon, nomenat així per referència a l'estix de la mitologia grega, és un congost dins el congost.
L'Imbut (embut en occità provençal) és un passatge estret per on el Verdon desapareix sota terra, sota un enorme caos rocós.

## Activitats
Les Gorges del Verdon atreuen molts turistes, sobretot durant el període estival. El principal impulsor del turisme local va ser Isidore Blanc, que va condicionar els senders existents per fer-los practicables als senderistes.

### Rutes
Dos itineraris permeten visitar les Gorges del Verdon, l'un pel marge dret, al nord, anant de Castelana al Mostier de Santa Maria per la carretera D952 i l'altre pel marge esquerre, al sud, anant d'Aiguina a Castelana per la D71, D90 i D955.
Es pot fer la volta completa marxant de Mostier de Santa Maria seguint la D957 fins al pont de Galetas, marxant a l'esquerra a la direcció de Aiguina. A continuació la D71 puja fins al Grand Margès (1577 m), és a dir, al marge esquerre del Verdon, fins al Col d'Illoire on es pot gaudir d'una vista esplèndida d'una part del marge dret del congost, amb els cims de Ple Veure, el Pavelló (1 624 m), el cim de Barbin (1 560 m) i el Mourre de Chanier (1 930 m) al fons. A l'altra banda hi ha una bona vista sobre el llac artificial de Sainte-Croix. La ruta continua per passos estrets i encreuaments difícils fins l'Auberge dels Cavaliers, un hotel situat sobre el penya-segat. Aquest lloc és el punt de partida del "Sender del Imbut". El camí continuada primer allunyant-se de les goles i a continuació, apropant-s'hi novament als túnels del Fayet (túnels tallats a la roca, amb algunes obertures que permeten la visió de l'altre marge). Es continua cap al pont del Artuby que travessa les Gorges del mateix nom.

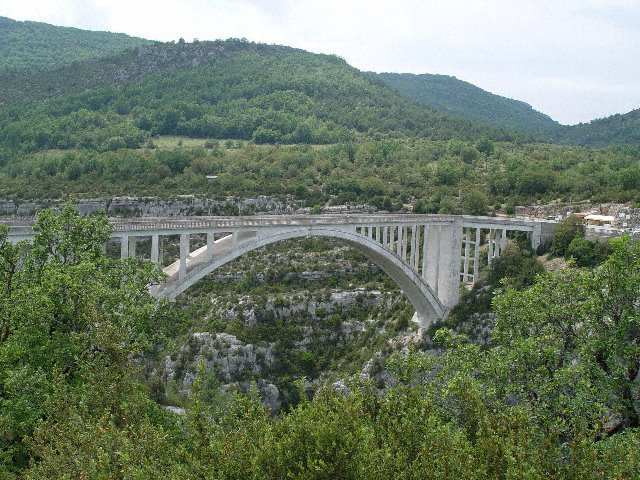
El pont de Chaulière sobre l'Artuby

Amb un únic arc domina el riu Artuby a una alçada de 140 metres i va ser construït entre 1938 i 1947.
A continuació s'arriba al Balcon. Aquí dos miradors permeten veure el punt on l'Artuby conflueix amb el Verdon, amb la bretxa Imbert a davant i els penya-segats de l'Escalès a la dreta. A continuació, girem cap a la D90 en tdirecció a Trigança i el seu castell medieval, travessem el pont sobre el Jabron i girem a l'esquerra en direcció al pont de Soleils. A aquest punt es pot anar a la dreta cap a Castelana per la D952 o tornar a Moustiers, a l'esquerra, passant pel túnel de Gloige, el Point Sublime, just a sota de Rogon, que permet una bona vista sobre sobre la via Samson, que és l'entrada a les Gorges. Un tram de carretera, just després del túnel de Gloige, permet baixar a un pàrquing-mirador d'on és molt fàcil de baixar a la vora del Verdon, a l'entrada de la via Samson. Aquest lloc és el punt d'arribada del famós sender Martel. Es continua a continuació per la D952, allunyant-nos novament de les goles i passant per La Palú. Des d'aquest poble és possible de prendre la carretera de les Crêtes (D23). Aquesta ruta marxa de La Palú i hi torna passant pels miradors més bonics de la regió. S'ha de prendre aquesta ruta en el sentit de les agulles del rellotge si es vol fer la volta completa, ja que hi ha algun tram de sentit únic. Recorrent-la, es passa davant el xalet de la Maline, seu del Club Alpí Francès, que és la sortida principal del sender Martel. La ruta continua el seu descens sobre Mostier de Santa Maria passant pel coll d'Ayen, el col de l'Olivier, les cascades de Sant-Maurin i el mirador del Galetas amb vista sobre el llac de Sainte-Croix. Alguns quilòmetres després es retroba a Mostier. Aquest circuit representa més de 100 quilòmetres de camins, no sempre fàcils i molt plens durant l'estació turística.

### Escalada

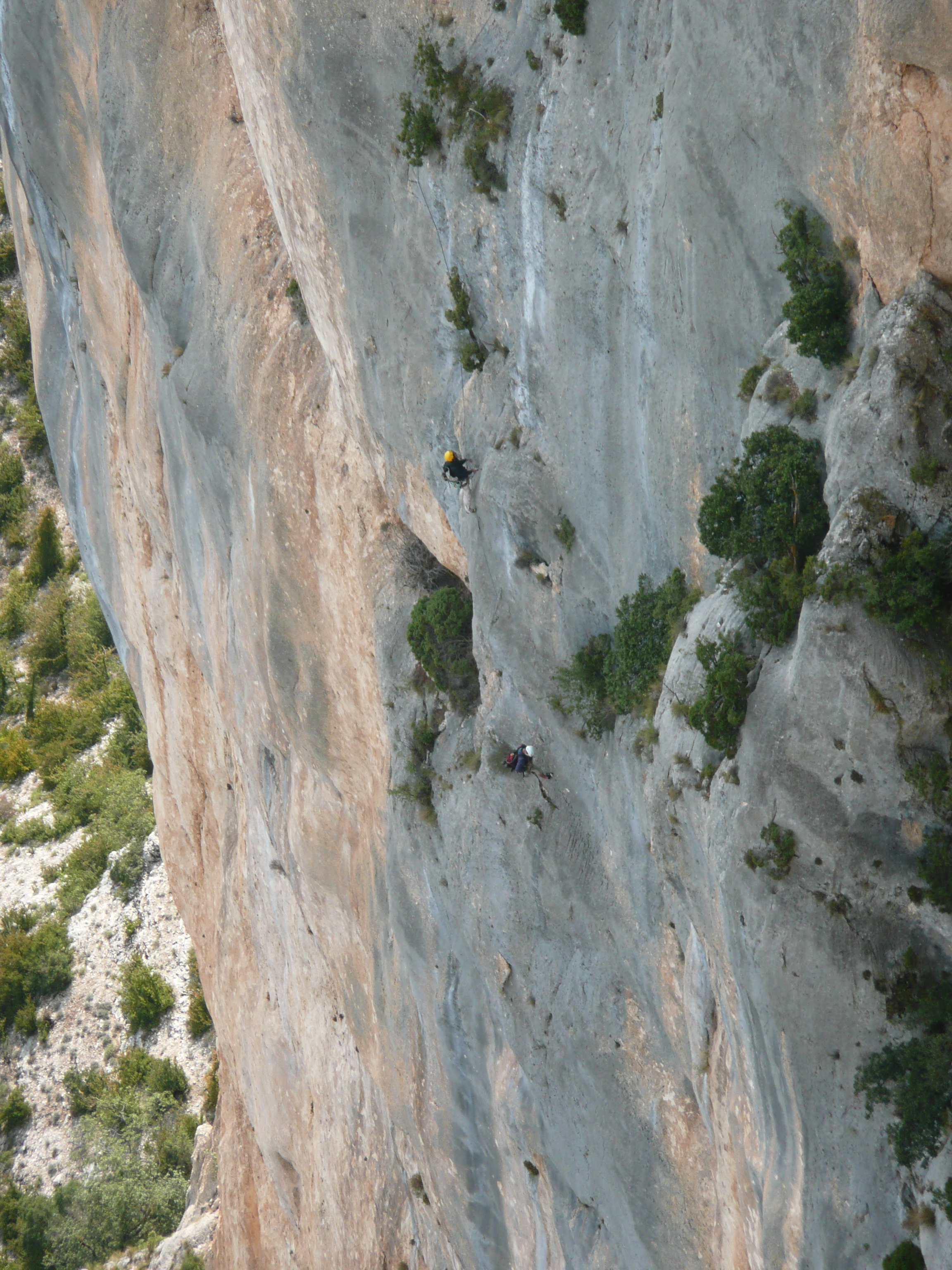
Escaladors sobre una paret del Verdon

Les Gorges del Verdon són un lloc d'escalada reputat mundialment amb més de 2500 vies d'escalada sobre pedra calcària.
L'escalada a les Gorges va començar l'estiu de 1968 amb l'obertura de la gran via de Les Enragés (300 m, 6b+) i La Demanda (1968, 320 m, 6ha).
Però la pràctica es va estendre sobretot durant els anys 80 amb l'auge de l'escalada esportiva a França i l'equipament permanent moltes vies. L'escalada a les Gorges es va començar a difondre en la premsa especialitzada i va arribar al gran públic a través de documentals, com ara Overdon (1980) i Òpera vertical (1982) amb l'escalador Patrick Edlinger. Les Gorges esdevenen així el lloc major d'escalada esportiva a França, fins i tot a Europa, durant els anys 80 i el començament dels anys 90
Després d'algun temps algunes vies es van tancar per protegir la nidificació dels voltors recentment reintroduïts.

### Caminades
A les Gorges hi trobem quatre senders principals:
- el sender Martel;
- el sender de l'Imbut;
- el mirador de Rancoumas pel pont de Tusset
- el sender del Bastidon

### Altres esports
Les Gorges són el lloc de pràctica d'altres esports, com per exemple piragüisme, parapent, ràfting, salt de pont, el salt BASE i del barranquisme.

El riu del Verdon és una destinació destacada pels pescadors, sobretot a la mosca.

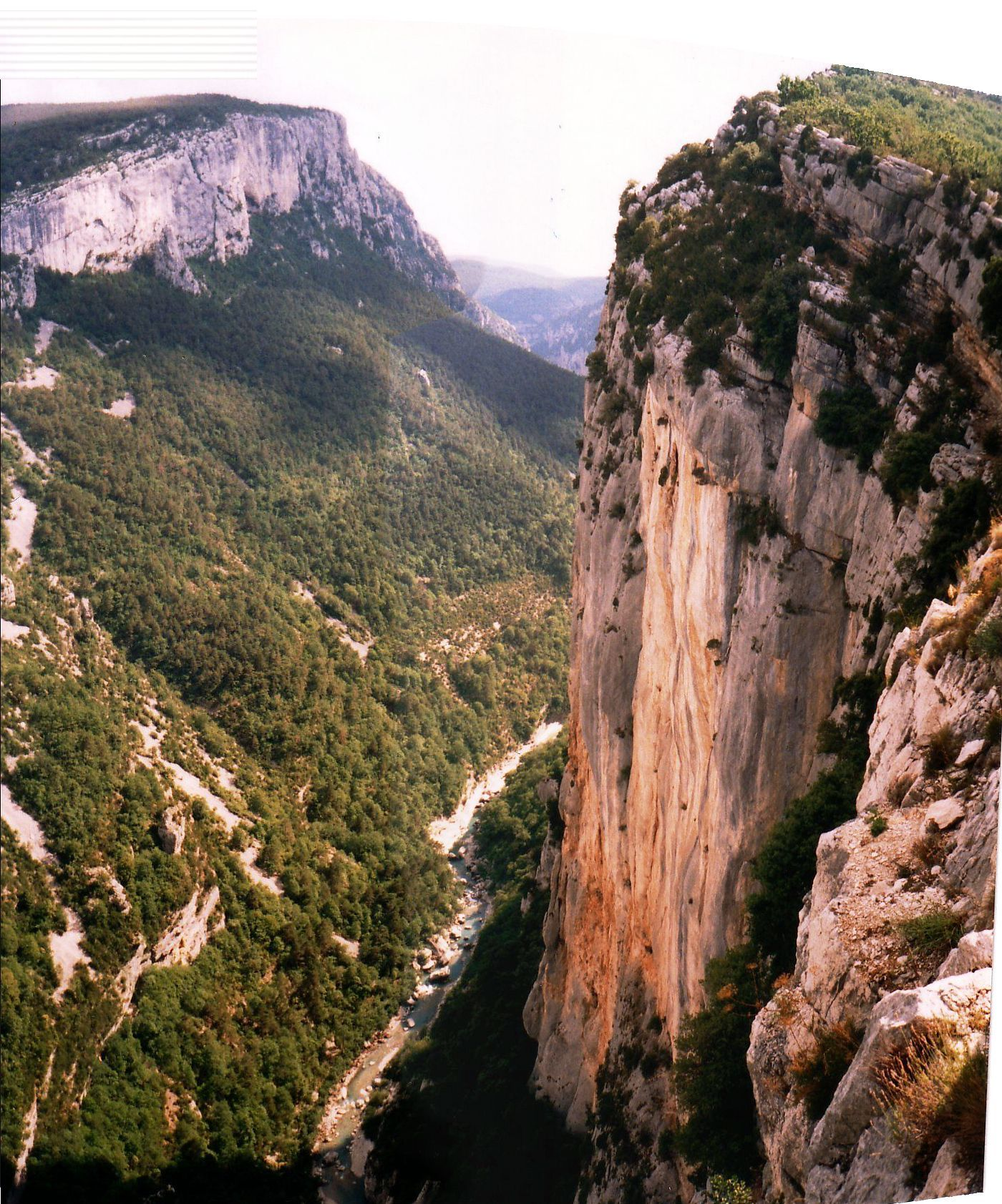
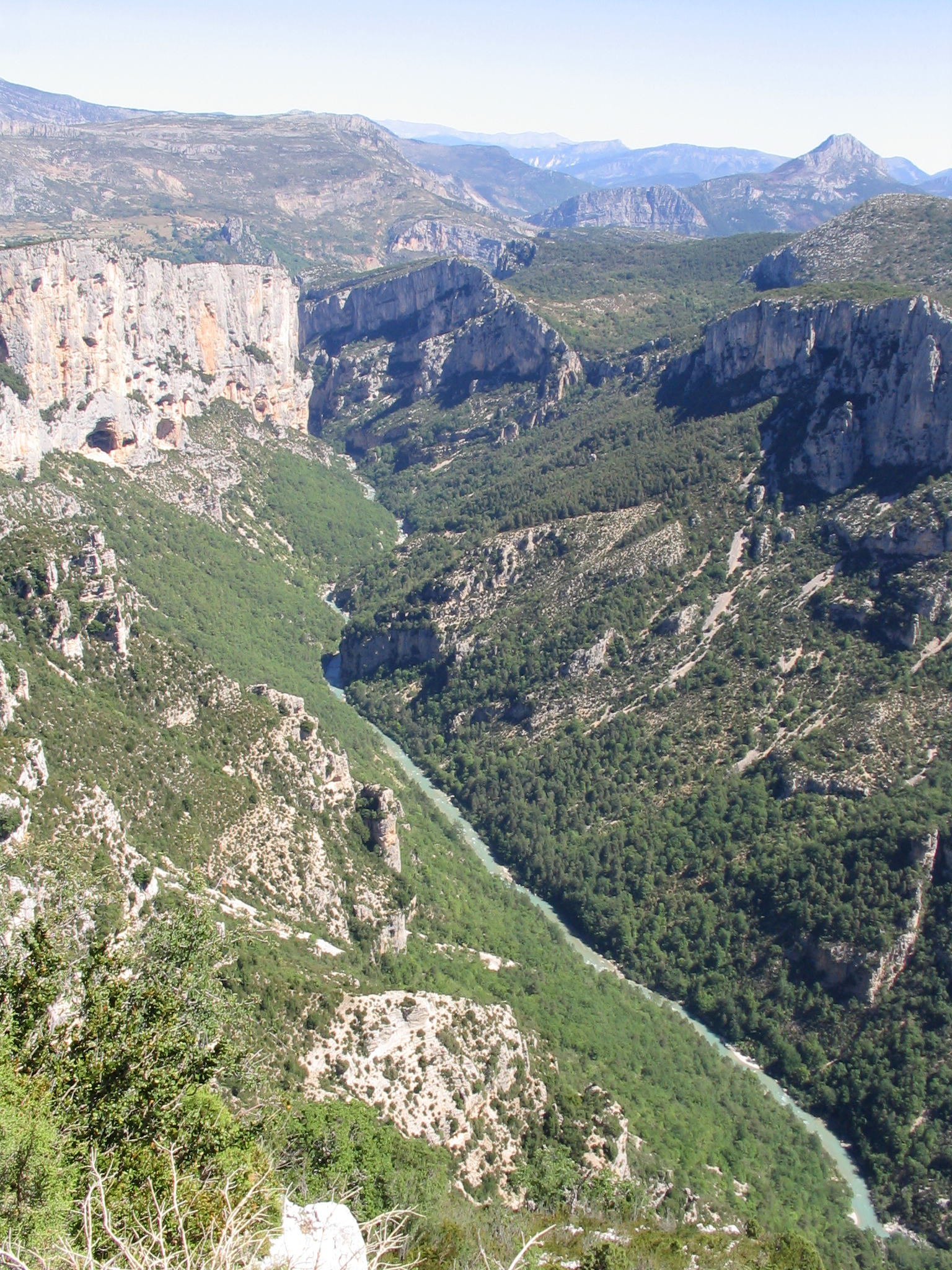
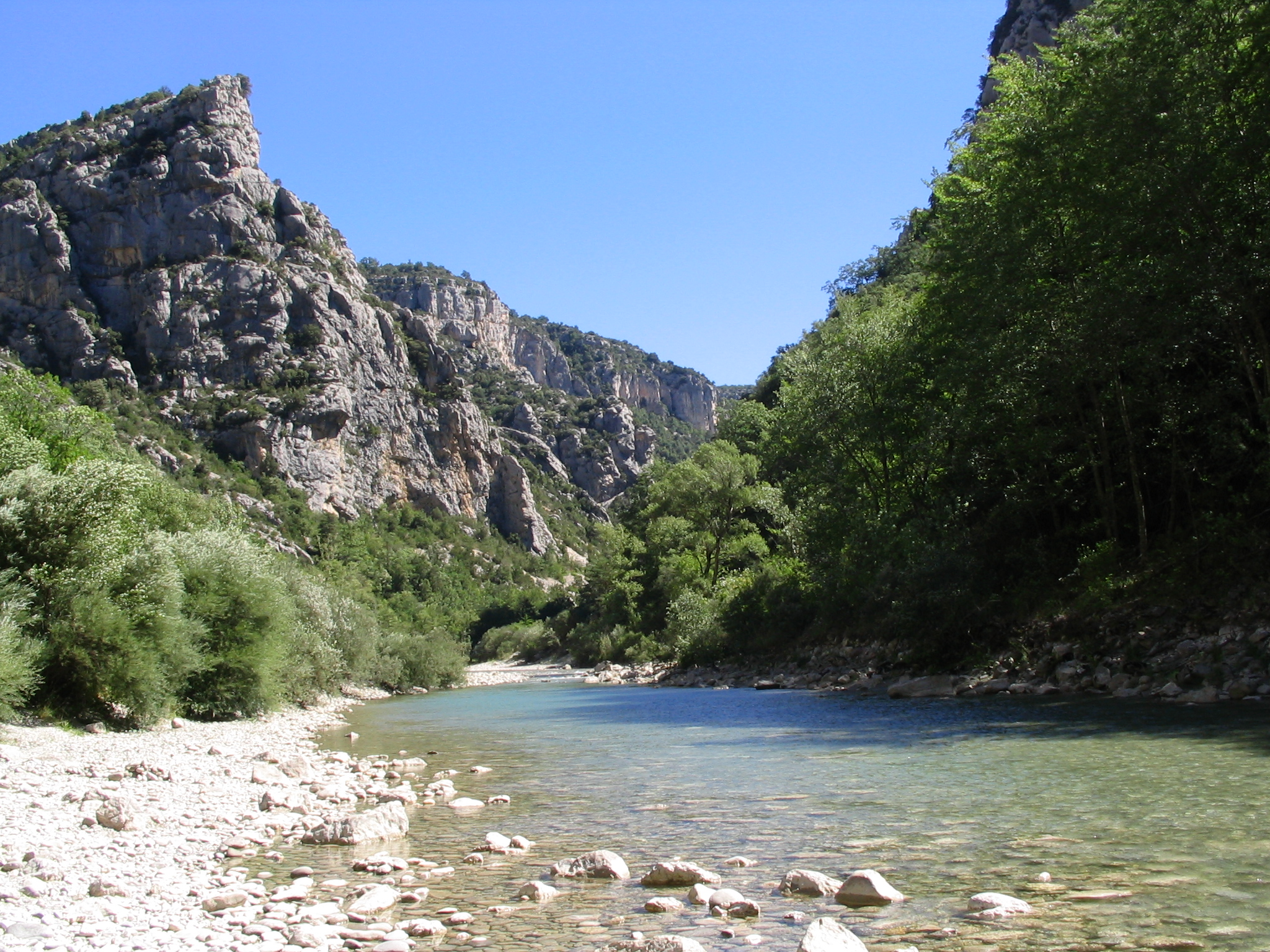
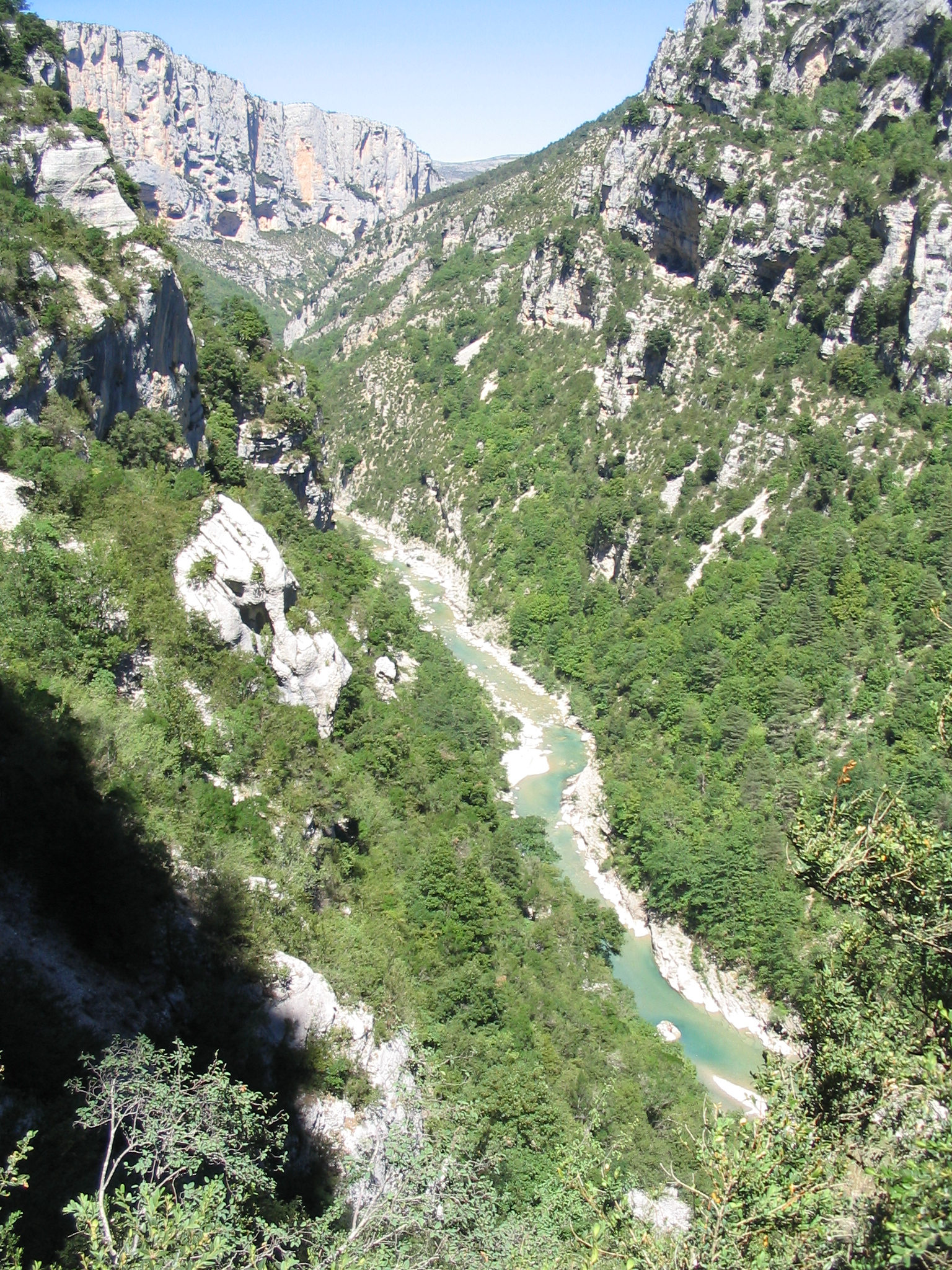
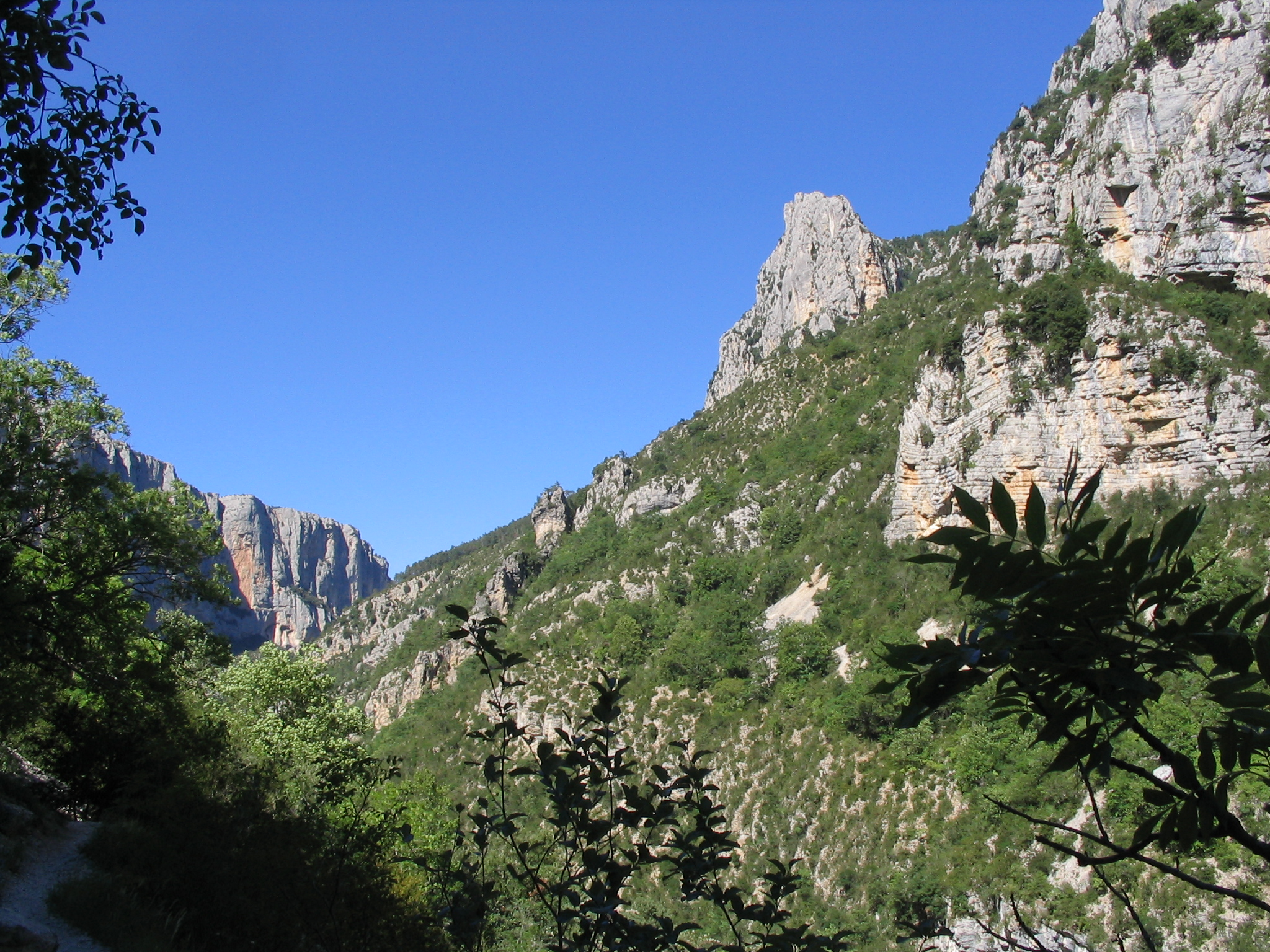
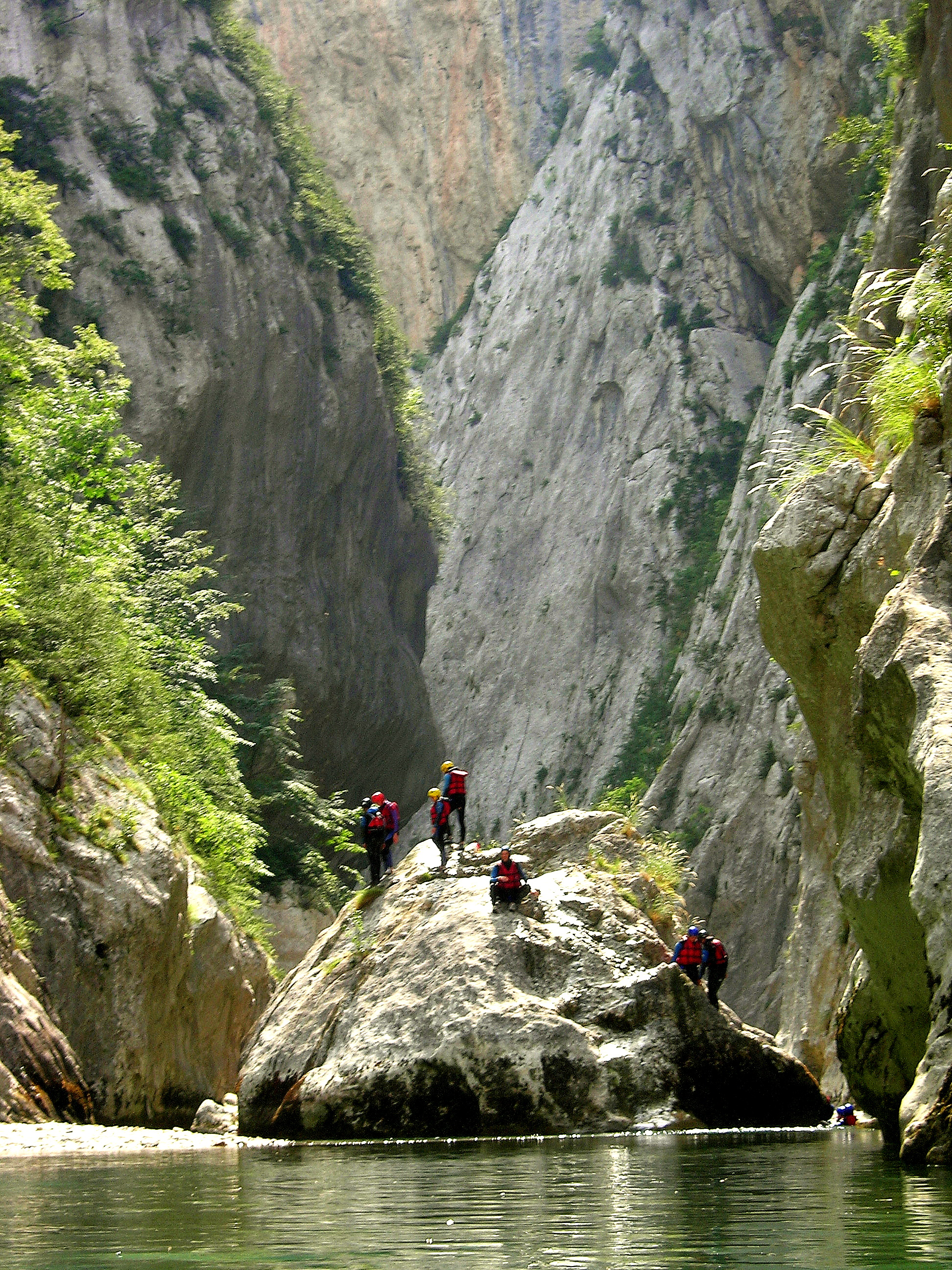
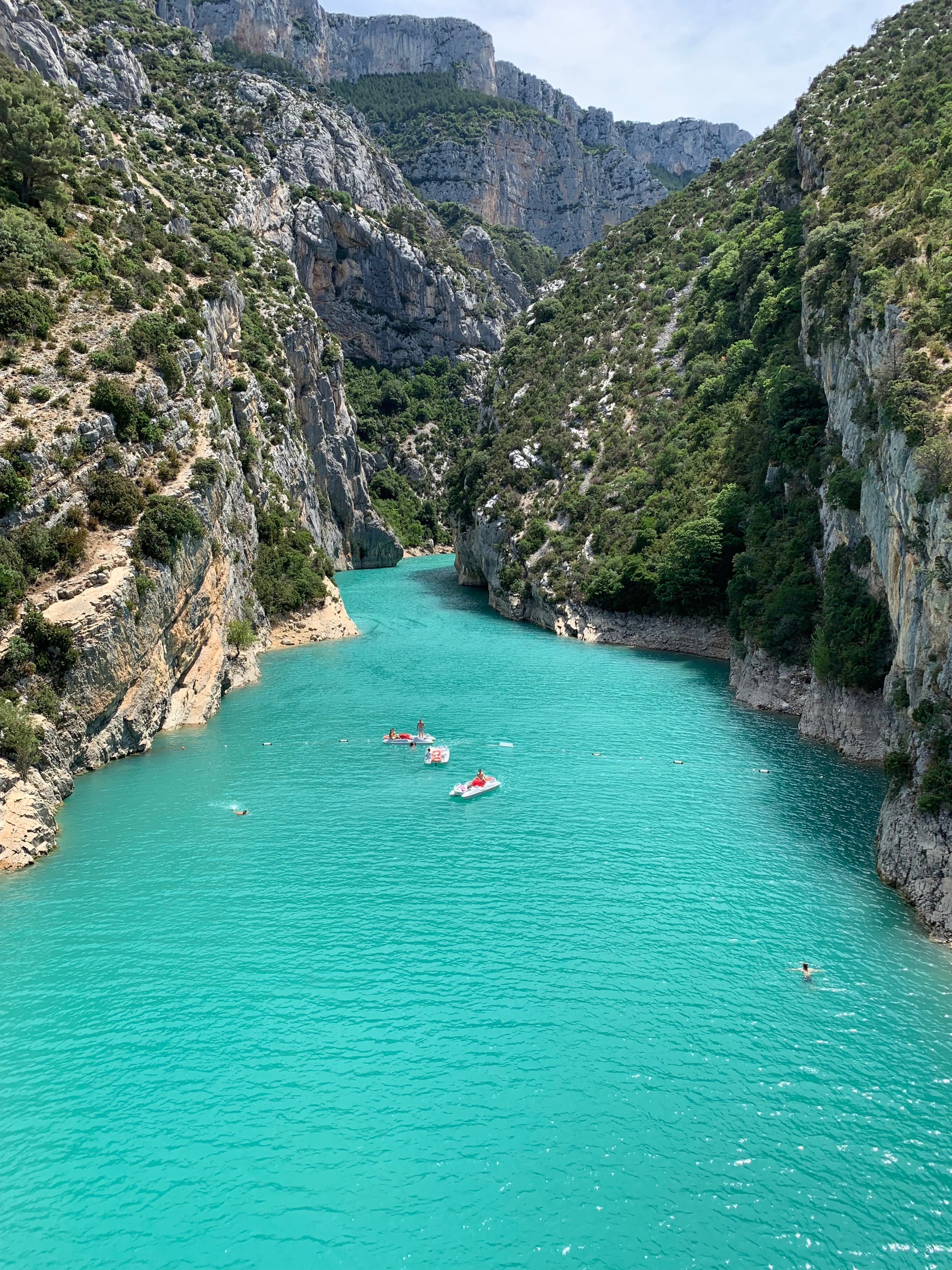
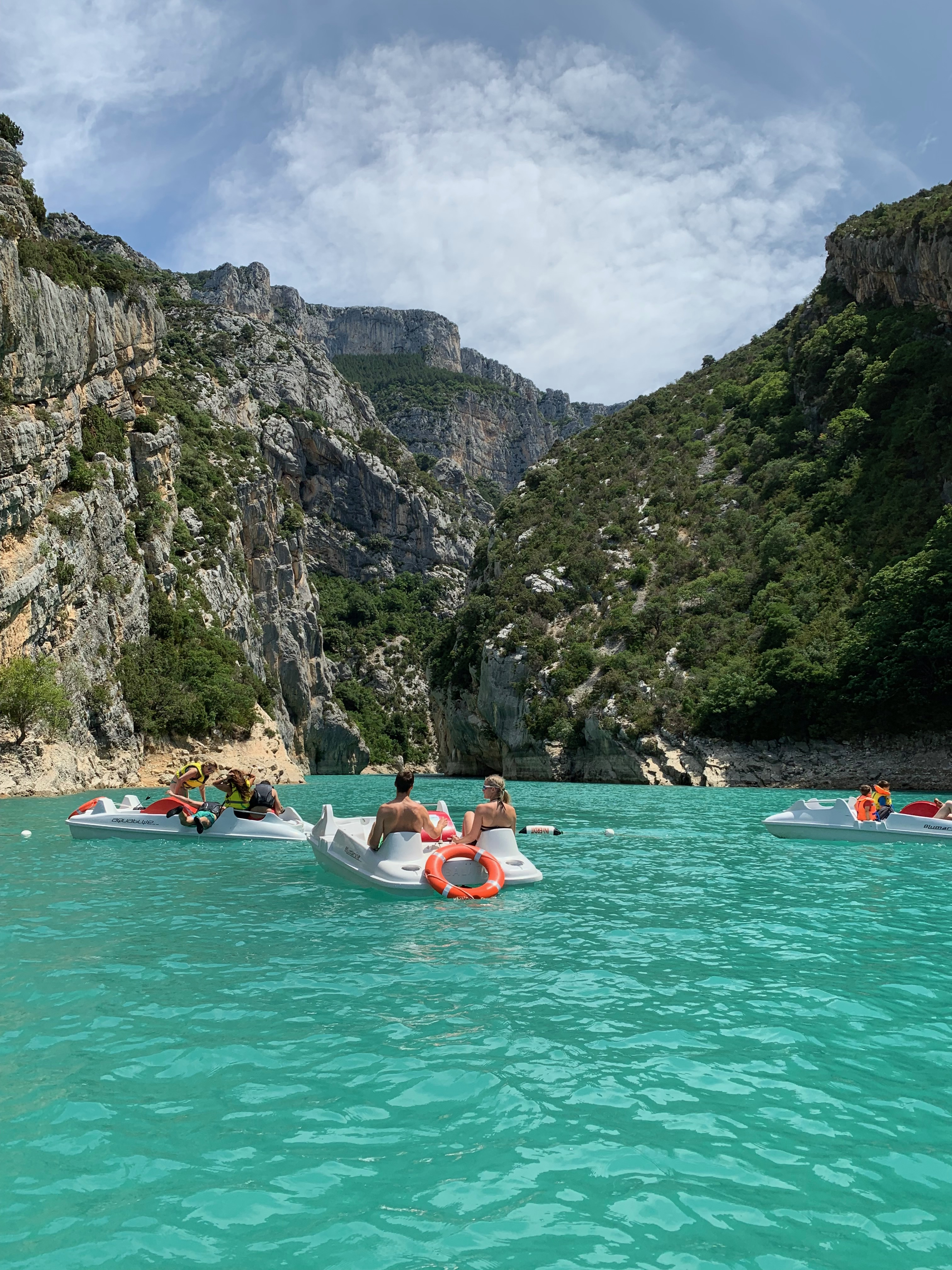